# Völkerbundanleihe (Danzig)
Die Völkerbundanleihen der Freien Stadt Danzig 1926 lösten die finanziellen Probleme des Stadtstaates vorübergehend. Sie führte zu einer Regierungskrise in Danzig.

## Ausgangslage
Mit der Einführung des Danziger Guldens war es gelungen, in Danzig eine stabile Währung zu schaffen. Die Staatsfinanzen hingegen blieben in desolatem Zustand. Anfang 1926 hatte Danzig 13 Millionen Gulden an Staatsschulden und war de facto nicht mehr kreditwürdig. Der Grund war die Wirtschaftskrise, die dadurch auf 20.000 gestiegene Zahl der Arbeitslosen und die zurückgegangenen Zolleinnahmen.
Der Senat der Freien Stadt Danzig musste daher Einsparungen im Haushalt vornehmen, beim Reich um Unterstützung nachfragen und sich darüber hinaus um Unterstützung des Völkerbundes bemühen. Eine Reihe von Staaten hatten Völkerbundanleihen erhalten, auch Danzig strebte eine solche Lösung an.
Die Bemühungen von Senatspräsidenten Heinrich Sahm in Berlin war erfolgreich. Das Reich gewährte ein Anleihenpaket von 10 Millionen Reichsmark zur Stützung der Danziger Industrie (darunter auch eine Unterstützung für die Hansa-Bank) und leistete einen Beitrag von 3 Millionen Danziger Gulden für die Pensionszahlungen der Beamten.

## Verhandlungen in Genf
Im Sommer 1926 wurde Finanzsenator Ernst Volkmann vom Senat nach Genf zum Völkerbund geschickt, um über einer Völkerbundanleihe zu verhandeln. Der Völkerbundrat schickte daraufhin zwei Sachverständige nach Danzig, die vom 10. bis 15. Juli die Finanzen des Stadtstaates zu prüfen. Auf der folgenden Juli-Sitzung des Finanz-Komitees des Völkerbundes unter Vorsitz des Franzosen Dubois, auf der für Danzig neben Sahm noch Vizepräsident Julius Gehl (SPD), Volkmann, der Senatsreferent für auswärtige Angelegenheiten, Ferber und dem Präsidenten der Bank von Danzig, Meißner teil. Der Finanzausschuss befürwortete eine Völkerbundanleihe über 30 Millionen Gulden unter der Bedingung, dass die Stadt ein Tabakmonopol einführen und sich mit Polen über eine Neufestsetzung des Zollverteilungsschlüssels einigen sollte.
Im September 1926 tagte der Völkerbundrat in Genf. Höhepunkt war die Aufnahme des Deutschen Reiches in den Völkerbund. Am 20. September 1926 behandelte der Rat auch die Frage einer Völkerbundanleihe für Danzig. Danzig war durch die Senatoren Sahm, Gehl, Volkmann, Gustav Fuchs (Zentrum) und Hugo Neumann (Liberale) vertreten.
Der belgische Berichterstatter Brouckère trug vor, eine Anleihe für Danzig erst empfehlen zu können, wenn das Zollabkommen abgeschlossen, das Tabakmonopol eingeführt und die Frage der Danziger Reparationsverpflichtungen gelöst sei. Der Rat schloss sich dieser Einschätzung zur Enttäuschung der Danziger Vertreter an.

## Die Regierungskrise
In Danzig, in dem es zuvor eine bürgerliche Mehrheit gegeben hatte, hatte sich am 19. August 1925 ein Minderheitssenat aus SPD, Zentrum und der Deutsch-Liberalen Partei (diese hatte sich 1925 aus der "Freien Vereinigung der Beamten, Angestellten und Arbeiter" und der "Deutschen Partei für Fortschritt und Wirtschaft (seit 1920 der Name der Freien Wirtschaftlichen Vereinigung) gebildet). Diese Regierung wurde durch die Polen und den fraktionslos gewordenen Abgeordneten Wilhelm Rahn toleriert.
Am 20. September 1926 vereinbarten Danzig und Polen das Zollabkommen. Eine Ratifizierung durch den Volkstag erfolgte erst am 27. April 1927.
Nachdem der Senat ein Sanierungsgesetzt vorgelegt hatte, dass den Forderungen aus Genf entgegenkam, kam es zu einer Regierungskrise. Am 29. September 1926 traten die parlamentarischen Senatoren zurück. Am 25. Oktober 1926 waren die Koalitionsverhandlungen abgeschlossen. Die Sozialdemokraten gingen in die Opposition, die DNVP kehrte wieder in den Senat zurück.
Die neue Mehrheit beschloss am 26. November in dritter Lesung ein Spargesetz um die Voraussetzungen für die Anleihe zu erfüllen. Es kam im Volkstag zu Tumulten. SPD, Kommunisten, Nationalsozialisten und Deutsch-Danziger Volkspartei verließ aus Protest den Saal.
Kern der Sparmaßnahme war die Verringerung der Zahl der Beamten um 400 und um weitere 200 im Folgejahr sowie Gehaltskürzungen bis zu 13 %.
Im Dezember 1926 beriet der Völkerbundrat erneut die Danziger Vorlage, stellte jedoch fest, die Bedingungen seien noch nicht erfüllt. In der Sitzung im März, wurde das Thema zum vierten Mal aufgerufen und der Rat gab seine Zustimmung.

## Die Anleihe
Die Anleihe belief sich auf 40 Millionen Danziger Gulden. Hiervon wurden 15 Millionen für die Tilgung der Besatzungskosten 1920 einbehalten. Der Rest diente der Ablösung der Altschulden und der Sicherstellung der Zahlungsfähigkeit der Freien Stadt Danzig. Sie war dem Staatsbankrott entkommen. Die Verwendung der Mittel war durch den Völkerbund zu genehmigen. Hierzu wurde ein Treuhänder bestellt. Im Laufe der Zeit wurden mehrere Änderungen des Verwendungsplans vorgenommen.
Die Laufzeit der Anleihe sollte 20 Jahre betragen. Die fälligen Zahlungen wurden bis zum Ende der Freien Stadt Danzig 1939 immer erbracht.